# Revisited
Peter Gabriel Revisited – to drugi album kompilacyjny Petera Gabriela. Zawiera on utwory z lat 1977-1978, czyli wyłącznie z dwóch pierwszych albumów. Został wydany w 1992 r., dwa lata po pierwszej kompilacji Gabriela - Shaking the Tree.

## Lista utworów
Wszystkie utwory napisane przez Petera Gabriela, wyjątki podane w nawiasach.
1. „On the Air” – 5:28
2. „Modern Love” – 3:38
3. „Indigo” – 3:32
4. „Solsbury Hill” – 4:20
5. „Perspective” – 3:28
6. „Waiting for the Big One” – 7:14
7. „Animal Magic” – 3:29
8. „Humdrum” – 3:26
9. „D.I.Y.” – 2:38
10. „Mother of Violence” (Peter Gabriel, Jill Gabriel) – 3:21
11. „Slowburn” – 4:36
12. „Exposure” (Gabriel, Robert Fripp) – 4:17
13. „Moribund the Burgermeister” – 4:17
14. „Flotsam and Jetsam” – 2:22
15. „Here Comes the Flood” – 5:54